# L'Homme le plus fort au Canada
L'Homme le plus fort du Canada est une compétition d'hommes forts annuelle tenue au Canada et propose exclusivement des athlètes canadiens. L'événement a commencé en 1982, avec Tom Magee remporté les 2 premiers titres. Hugo Girard irait plus tard à remporter un record de 6 titres, Jean-François Caron avec 8 titres consécutif Jean-François Caron devient l'athlète le plus dominant et décoré de l'histoire de cette compétition. Après que Hugo s'est retiré de la compétition en raison de blessures, partenaire d'entraînement semblables et 5 fois finaliste Jessen Paulin a remporté en 2005 2006. Dominic Filiou a remporté en 2007, devenant le premier homme à vaincre Hugo Girard en sol canadien.

## L'Homme le plus fort au Canada

### Résultats officiels (trois premières places)
| Année | Champion                    | 2e place                    | 3e place                    | Lieu                        |
| ----- | --------------------------- | --------------------------- | --------------------------- | --------------------------- |
| 1982  | Tom Magee                   |                             |                             |                             |
| 1983  | Tom Magee                   |                             |                             |                             |
| 1984  | l'évènement n'a pas eu lieu | l'évènement n'a pas eu lieu | l'évènement n'a pas eu lieu | l'évènement n'a pas eu lieu |
| 1985  | l'évènement n'a pas eu lieu | l'évènement n'a pas eu lieu | l'évènement n'a pas eu lieu | l'évènement n'a pas eu lieu |
| 1986  | Dusko Markovich             |                             |                             |                             |
| 1987  | Robert Dubeau               | Marco Fortier               | Ken Fisher                  |                             |
| 1988  | Tom Magee                   |                             |                             |                             |
| 1989  | l'évènement n'a pas eu lieu | l'évènement n'a pas eu lieu | l'évènement n'a pas eu lieu | l'évènement n'a pas eu lieu |
| 1990  | Gregg Ernst                 |                             |                             |                             |
| 1991  | Gregg Ernst                 |                             |                             |                             |
| 1992  | l'évènement n'a pas eu lieu | l'évènement n'a pas eu lieu | l'évènement n'a pas eu lieu | l'évènement n'a pas eu lieu |
| 1993  | Chuck Haase                 |                             |                             |                             |
| 1994  | Ron Trottier                |                             |                             |                             |
| 1995  | Robert Ploughman            |                             |                             |                             |
| 1996  | l'évènement n'a pas eu lieu | l'évènement n'a pas eu lieu | l'évènement n'a pas eu lieu | l'évènement n'a pas eu lieu |
| 1997  | Ginaud Dupuis               |                             |                             |                             |
| 1998  | l'évènement n'a pas eu lieu | l'évènement n'a pas eu lieu | l'évènement n'a pas eu lieu | l'évènement n'a pas eu lieu |
| 1999  | Hugo Girard                 | Ed Brost                    | Ginaud Dupuis               | Québec                      |
| 2000  | Hugo Girard                 | Jessen Paulin               | Geoff Dolan                 | Québec                      |
| 2001  | Hugo Girard                 | Travis Lyndon               | Jessen Paulin               | Québec                      |
| 2002  | Hugo Girard                 | Jessen Paulin               | Travis Lyndon               | North Bay                   |
| 2003  | Hugo Girard                 | Jessen Paulin               | Geoff Dolan                 | Saint-Jean-de-Matha         |
| 2004  | Hugo Girard                 | Jessen Paulin               | Travis Lyndon               | Gatineau                    |
| 2005  | Jessen Paulin               | Travis Lyndon               | Dominic Filiou              | Gatineau                    |
| 2006  | Jessen Paulin               | Dominic Filiou              | Louis-Philippe Jean         | Gatineau                    |
| 2007  | Dominic Filiou              | Jessen Paulin               | Hugo Girard                 | Gatineau                    |
| 2008  | Louis-Philippe Jean         | Jean-Francois Caron         | Christian Savoie            | Gatineau                    |
| 2009  | Christian Savoie            | Louis-Philippe Jean         | Jean-Francois Caron         | Gatineau                    |
| 2010  | Christian Savoie            | Jean-Francois Caron         | Scott Cummine               | Gatineau                    |
| 2011  | Jean-Francois Caron         | Christian Savoie            | Scott Cummine               | Gatineau                    |
| 2012  | Jean-Francois Caron         | Christian Savoie            | Scott Cummine               | Gatineau                    |
| 2013  | Jean-Francois Caron         | Christian Savoie            | Ben Ruckstuhl               | Gatineau                    |
| 2014  | Jean-Francois Caron         | Simon Boudreau              | Ben Ruckstuhl               | Gatineau                    |
| 2015  | Jean-Francois Caron         | Maxime Boudreault           | Simon Boudreau              | Dubreuilville               |
| 2016  | Jean-François Caron         | Jimmy Paquet                | Vincent Lapointe            | Dubreuilville               |

- Résultats courtoisie de www.ontariostrongman.ca[6]

### Champions successifs
| Champion            | Times |
| ------------------- | ----- |
| Hugo Girard         | 6     |
| Jean-Francois Caron | 8     |
| Tom Magee           | 3     |
| Gregg Ernst         | 2     |
| Jessen Paulin       | 2     |
| Christian Savoie    | 2     |

## L'Homme le plus fort au Québec
| Année | Champion              | 2e place            | 3e place            | Lieu               |
| ----- | --------------------- | ------------------- | ------------------- | ------------------ |
| 1999  | Ron Trottier          | Ginaud Dupuis       | Jessen Paulin       | Dolbeau-Mistassini |
| 2000  | Jessen Paulin         | Dominic Filiou      | Ginaud Dupuis       | Dolbeau-Mistassini |
| 2001  | Jessen Paulin         | Dominic Filiou      | Steve Bourgeois     | Lac-Etchemin       |
| 2002  | Jessen Paulin         | Steve Bourgeois     | Franky Bonneau      | Baie-Comeau        |
| 2003  | Dominic Filiou        | Jessen Paulin       | Franky Bonneau      | Gatineau           |
| 2004  | Jessen Paulin         | Yannick Normandin   | Steve Bourgeois     | Mont-Joli          |
| 2005  | Jessen Paulin         | Dominic Filiou      | Steve Bourgeois     | Dolbeau-Mistassini |
| 2006  | Jessen Paulin         | Dominic Filiou      | Louis-Phillipe Jean | Québec             |
| 2007  | Dominic Filiou        | Jessen Paulin       | Louis-Phillipe Jean | Québec             |
| 2008  | Hugo Girard           | Christian Savoie    | Jessen Paulin       | Québec             |
| 2009  | Christian Savoie      | Jean-Francois Caron | Franky Bonneau      | Québec             |
| 2010  | Christian Savoie      | Jean-Francois Caron |                     | Warwick (Québec)   |
| 2011  | Jean-Francois Caron   | Christian Savoie    |                     | Warwick (Québec)   |
| 2012  | Christian Savoie      | Jean-Francois Caron |                     | Warwick (Québec)   |
| 2013  | Jean-Francois Caron   | Christian Savoie    |                     | Warwick (Québec)   |
| 2014  | Brian Shaw            | Jean-Francois Caron | Jason Bergmann      | Warwick (Québec)   |
| 2015  | Krzysztof Radzikowski | Jean-Francois Caron | Mark Felix          | Warwick (Québec)   |
| 2016  | Jean-Francois Caron   | Martin Licis        | Matjaz Belsah       | Warwick (Québec)   |

- Résultats courtoisie de www.ontariostrongman.ca[6]

## L'Homme le plus fort en Ontario
| Année | Champion          | 2e place          | 3e place          | Lieu                |
| ----- | ----------------- | ----------------- | ----------------- | ------------------- |
| 2000  | Travis Lyndon     | Jamie Aszmies     | Rob Verkest       | North Bay           |
| 2001  | Travis Lyndon     | Jamie Aszmies     | Chris Ronzon      | North Bay           |
| 2002  | Mark Lozer        | Ryan Green        | Travis Lyndon     | North Bay           |
| 2003  | Travis Lyndon     | Ryan Green        | Mark Lozer        | London (Ontario)    |
| 2004  | Travis Lyndon     | Ryan Green        | Jamie Aszmies     | Kitchener (Ontario) |
| 2005  | Travis Lyndon     | Mike Bade         | Joe Montgomery    | North Bay           |
| 2006  | Travis Lyndon     | Joe Montgomery    | Sean Bates        | Port Stanley        |
| 2007  | Joe Montgomery    | John Dungey       | Len Elliott       | Ottawa, Ontario     |
| 2008  | Jose Plante       | Paul Vaillancourt | Len Elliott       | Wawa                |
| 2009  | Paul Vaillancourt | John Dungey       | Luke Skaarup      | Kitchener (Ontario) |
| 2010  | Paul Vaillancourt | Eric Rautenberg   | Luke Skaarup      | Cornwall            |
| 2011  | Paul Vaillancourt | Kyle Rayner       | Karl Hjelholt     | Toronto             |
| 2012  | Luke Skaarup      | Kyle Rayner       | David Droeske     | Kitchener (Ontario) |
| 2013  | Ben Ruckstuhl     | Kyle Rayner       | Max Boudreault    | Thunder Bay         |
| 2014  | Luke Skaarup      | Ben Ruckstuhl     | Paul Vaillancourt | Thunder Bay         |
| 2015  | Ben Ruckstuhl     | Luke Skaarup      | Maxime Boudreault | Toronto             |

- Résultats courtoisie de www.ontariostrongman.ca[6]

## L'Homme le plus fort dans l'ouest Canadien
| Année | Champion             | 2e place         | 3e place         |
| ----- | -------------------- | ---------------- | ---------------- |
| 1999  | (pas de compétition) |                  |                  |
| 2000  | Grant McReynolds     | Geoff Dolan      | Beerd Beekman    |
| 2001  | Beerd Beekman        | Geoff Dolan      | Ed Brost         |
| 2002  | Geoff Dolan          | Maurice Paquette | Cory Gillespie   |
| 2003  | Geoff Dolan          | Alan Block       | Brad Provick     |
| 2004  | Brad Provick         | Geoff Dolan      | Gino Castonguay  |
| 2005  | Alan Block           | Chris Colonval   | Ed Brost         |
| 2006  | Scott Cummine        | Al Block         | Chris Colonval   |
| 2007  | Chris Colonval       | Scott Cummine    | Matt Parkes      |
| 2008  | Matt Parkes          | Scott Cummine    | Alan Block       |
| 2009  | Scott Cummine        | Jon Moerike      | Maurice Paquette |
| 2010  | Scott Cummine        | Brad Provick     | Maurice Paquette |
| 2011  | Scott Cummine        | Nathan Rolston   | Jon Wade         |
| 2012  | Scott Cummine        | Brad Provick     | Jay Smith        |
| 2013  | Scott Cummine        | Brad Provick     | Jon Wade         |
| 2014  | Scott Cummine        | Brad Provick     | Quinton Falk     |

- Résultats courtoisie de www.ontariostrongman.ca[6]

## L'Homme le plus fort dans l'Atlantique canadien
| Année | Champion      | 2e place          | 3e place          | Lieu |
| ----- | ------------- | ----------------- | ----------------- | ---- |
| 2000  | Shane Murphy  | Brad Carty        |                   |      |
| 2001  | Shane Murphy  | Brad Carty        |                   |      |
| 2002  | Shane Murphy  | Brad Carty        | Grant Connors     |      |
| 2003  | Shane Murphy  | Brad Carty        | Grant Connors     |      |
| 2004  | Brad Carty    | Shane Murphy      | Grant Connors     |      |
| 2005  | Grant Connors | Darrell Crouse    | Kevin O'Keefe     |      |
| 2006  | Grant Connors | Jonathan Schooten | Chris Bulman      |      |
| 2007  | Grant Connors | Danny Frame       | Jonathan Schooten |      |
| 2008  | Grant Connors | Danny Frame       | Chris Harper      |      |
| 2009  | Grant Connors | Danny Frame       | Jonathan Schooten |      |
| 2010  | Grant Connors | Danny Frame       | Kalen Brennan     |      |
| 2011  | Grant Connors | Jonathan Schooten | Jay Smith         |      |
| 2012  | Kalen Brennan | Alex Wallace      |                   |      |

- Résultats courtoisie de www.acstrongman.com[9]

## L'Homme le plus fort en Amérique
L'Homme le plus fort en Amérique est une compétition annuelle d'homme forts composé d'athlètes provenant des États-Unis et du Canada. L'événement a été créé en 1992.

### Résultats officiels (trois premières places)
| Année | Champion                  | 2e place                  | 3e place                  | Lieu                      |
| ----- | ------------------------- | ------------------------- | ------------------------- | ------------------------- |
| 1992  | Gary Mitchell             |                           |                           |                           |
| 1993  | Steve Pulcinella          |                           |                           |                           |
| 1994  | Évènement n'a pas eu lieu | Évènement n'a pas eu lieu | Évènement n'a pas eu lieu | Évènement n'a pas eu lieu |
| 1995  | Évènement n'a pas eu lieu | Évènement n'a pas eu lieu | Évènement n'a pas eu lieu | Évènement n'a pas eu lieu |
| 1996  | Évènement n'a pas eu lieu | Évènement n'a pas eu lieu | Évènement n'a pas eu lieu | Évènement n'a pas eu lieu |
| 1997  | Évènement n'a pas eu lieu | Évènement n'a pas eu lieu | Évènement n'a pas eu lieu | Évènement n'a pas eu lieu |
| 1998  | David Brown               |                           |                           |                           |
| 1999  | Steve Dmytrow             |                           |                           |                           |
| 2001  | Hugo Girard               | Geoff Dolan               | Phil Pfister              | Gatineau                  |
| 2002  | Hugo Girard               |                           |                           |                           |
| 2003  | Jon Andersen              | Chad Coy                  | Walt Gogola               |                           |
| 2004  | Évènement n'a pas eu lieu | Évènement n'a pas eu lieu | Évènement n'a pas eu lieu | Évènement n'a pas eu lieu |
| 2005  | Évènement n'a pas eu lieu | Évènement n'a pas eu lieu | Évènement n'a pas eu lieu | Évènement n'a pas eu lieu |
| 2006  | Évènement n'a pas eu lieu | Évènement n'a pas eu lieu | Évènement n'a pas eu lieu | Évènement n'a pas eu lieu |
| 2007  | Jessen Paulin             | Brian Shaw                | Christian Savoie          | Gatineau                  |
| 2008  | Jessen Paulin             | Christian Savoie          | Pete Konradt              | Gatineau                  |
| 2009  | Christian Savoie          | Jean-François Caron       | Josh Thigpen              | Gatineau                  |
| 2010  | Christian Savoie          | Jean-François Caron       | Scott Cummine             | Gatineau                  |
| 2011  | Christian Savoie          | Jean-François Caron       | Karl Gillingham           | Gatineau                  |
| 2012  | Jean-François Caron       | Dave Ostlund              | Jackie Oulette            | Gatineau                  |